# Daniel Boone (film, 1907)
Pour les articles homonymes, voir Daniel Boone (homonymie) et Boone.
Daniel Boone est un film muet  américain réalisé par Wallace McCutcheon et Edwin S. Porter, sorti en 1907.

## Synopsis
Daniel Boone est capturé par des Indiens, alors qu'il tente de porter secours à sa fille…

## Fiche technique
- Réalisation : Wallace McCutcheon, Edwin S. Porter
- Chef-opérateur : Edwin S. Porter
- Production : Edison Manufacturing Company
- Producteurs : George A. Hirliman, Leonard Goldstein
- Date de sortie : États-Unis : 3 janvier 1907[2]

## Distribution
- William Craven : Daniel Boone
- Florence Lawrence : sa fille
- Susanne Willis
- Mrs William Craven

## Lieux du tournage
- Studios Edison, à New York.